# Família Paines

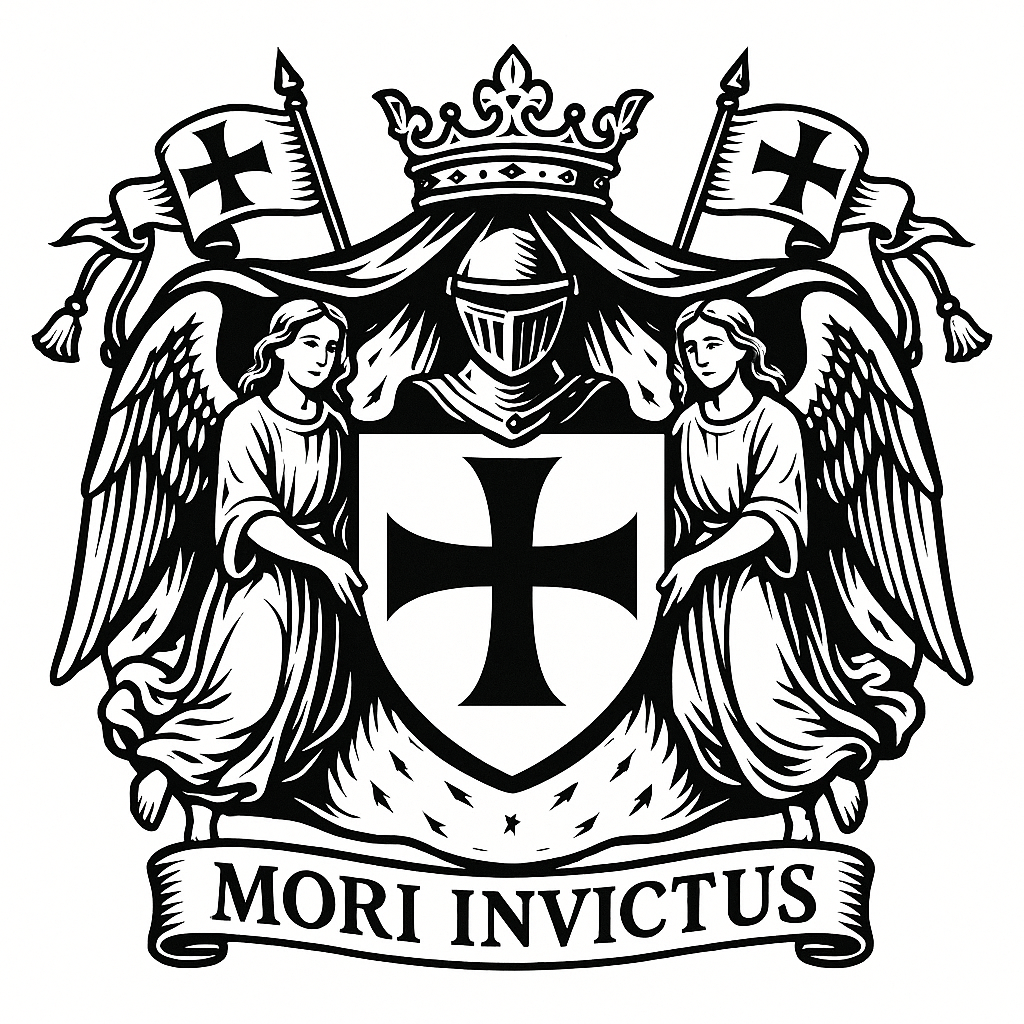
Capa livro

Família Paines é uma família de origem Anglo-normandos (a), Surgindo Inicialmente na Normandia e Posteriormente se espalhando para a Inglaterra  depois da conquista Normanda assim espalhadando-se para os Estados Unidos,Brasil e outras regiões. O sobrenome Paines tem raízes profundas na história medieval e no Novo Mundo.

## Etimologia
O sobrenome "Paines" deriva do nome pessoal medieval "Paganus", "Pagan", de origem latina, significando "camponês","habitante rural" e/ou "Pagão",alguém que não possuia Religião". Durante a Idade Média, o nome se espalhou amplamente, especialmente após a Conquista Normanda da Inglaterra em 1066.
Variações comuns incluem Paien,Payens,Paine, Payne, Pain e outras.
O sobrenome Paines também é discutido em publicações históricas, incluindo diversos livros de etimologia lançados em 1880, 1912 e 2025, que detalham as raízes normandas e a evolução do nome ao longo dos séculos. Essas obras estão disponíveis no Wikibooks e no Internet Archive e podem servir como importante fonte de pesquisa sobre a história da família.

## História
A primeira grande ocorrência do sobrenome Paines é documentada no Domesday Book de 1086, o primeiro grande registro censitário da Inglaterra, onde indivíduos com variantes do nome são listados como proprietários de terras.
É importante observar que, embora haja uma tradição familiar associando os Paines a Hugo de Payens, fundador da Ordem dos Templários, essa ligação permanece especulativa e não comprovada por fontes primárias.
Ao longo dos séculos, membros da família Paines migraram para o Novo Mundo, estabelecendo-se em regiões como Massachusetts e, posteriormente, expandindo sua presença Pelos Estados Unidos, No Brasil , a Presença da família Paines foi mais proeminente no Estado do Rio Grande do Sul

## Brasão de Armas
O brasão da Família Paines apresenta um escudo central em prata com uma cruz patente negra, símbolo tradicional de bravura e fé. O escudo é sustentado por dois anjos alados, em posição de guarda, representando proteção e pureza. No topo, repousa um elmo de cavaleiro voltado à direita, encimado por uma coroa real, aludindo à nobreza e à lealdade. Ao fundo, duas bandeiras com cruzes iguais reforçam a identidade cristã e guerreira da família. Abaixo do escudo, uma faixa traz o lema em latim: MORI INVICTUS  (Morrer invicto), expressão de honra, resistência e sacrifício. O conjunto segue o estilo gótico-heráldico, com forte influência medieval e simbologia cavaleiresca.

## Pessoas notáveis
- Thomas Paine (1737–1809) — Escritor, filósofo político e revolucionário anglo-americano, autor de Common Sense, The American Crisis e The Rights of Man.[10]
- Robert Treat Paine (1731–1814) — Advogado e político estadunidense, signatário da Declaração de Independência dos Estados Unidos representando Massachusetts.[11]
- Elijah Paine (1757–1842) — Jurista e senador dos Estados Unidos por Vermont.[12]
- Halbert Eleazer Paine (1826–1905) — General da União durante a Guerra Civil Americana e posteriormente congressista pelo Wisconsin.[13]
- George Eustis Paine (1920–1991) — Empresário americano no setor industrial.[14]
- Thomas O. Paine, administrador da NASA durante as primeiras missões tripuladas do Programa Apollo. Representa uma homenagem astronômica ao legado científico associado ao sobrenome

## Locais relacionados
Ao longo da história, o nome "Paine" foi atribuído a diversos locais geográficos e entidades ao redor do mundo, indicando possível influência ou homenagens associadas ao sobrenome:
- Cerro Paine Grande: Um dos picos mais proeminentes do Parque Nacional Torres del Paine, na Patagônia chilena. O nome "Paine" deriva do idioma indígena tehuelche, significando "azul", mas a semelhança com o sobrenome europeu gerou diversas conexões genealógicas e culturais simbólicas para descendentes da família Paines.

- Paine Field-Lake Stickney: Região censitária no estado de Washington, EUA, onde se localiza o aeroporto internacional Paine Field, nomeado em homenagem a Topliff Olin Paine, piloto da Primeira Guerra Mundial e entusiasta da aviação. A associação reforça a presença do nome "Paine" na história norte-americana moderna.

- (5188) Paine: Asteroide localizado no cinturão principal, nomeado em homenagem a Thomas O. Paine, administrador da NASA durante as primeiras missões tripuladas do Programa Apollo. Representa uma homenagem astronômica ao legado científico associado ao sobrenome.
- Painesville, Ohio — Cidade batizada em homenagem à família Paine.[15]
- Torres del Paine', Chile — Formação natural cujo nome compartilha raiz linguística.
- Sítio dos Paines, Santa Maria, Rio Grande do Sul,Brasil.

Local histórico, e um marco da forte presença da família no Brasil.

## Linha do tempo
- 1066 — Conquista Normanda da Inglaterra; surgimento de registros de sobrenomes derivados de Paganus.
- 1086 — Registros de indivíduos com variantes do nome aparecem no Domesday Book.
- Séculos XII–XIII — Ramificações da família se estabelecem em diversas regiões da Inglaterra.
- Século XVII — Migração para a América do Norte, fixando-se principalmente na Nova Inglaterra.
- 1737 — Nascimento de Thomas Paine.
- 1776 — Publicação de Common Sense por Thomas Paine.
- 1787 — Robert Treat Paine assina a Constituição de Massachusetts.
- Século XIX — Consolidação da família nos EUA, figuras como Elijah Paine e Halbert Eleazer Paine surgem.
- 1818 — Fundação de Painesville, Ohio.
- Século XX — Presença destacada em setores políticos, jurídicos e industriais nos EUA.
- Século XXI — Descendentes continuam espalhados pelo mundo, incluindo o Brasil.